# Mathias Kusche
Mathias Kusche (* 1967 in Berlin) ist ein deutscher Theater- und Fernsehschauspieler sowie Hörspielsprecher.

## Leben
Kusche absolvierte an der Deutschen Schauspiel- und Medienakademie in Berlin seine Schauspielausbildung und schloss diese als Diplom-Medienschauspieler ab. Im Rollenstudium, Gesang, sowie Tanz bildete er sich im Anschluss daran an verschiedenen Stellen und Einrichtungen weiter.
Seine berufliche Laufbahn begann 1991, wo er in der „Komödie der Eitelkeit“ (Elias Canetti) im Theater am Halleschen Ufer auftrat. Im Theaterfach erlangte er auf vielen Bühnen und in verschiedensten, vor allem klassischen Rollen überregionale Bekanntheit. Engagements hatte er seit dieser Zeit auf verschiedenen Bühnen im gesamten deutschen Bundesgebiet, wie am Fränkischen Theater Schloss Maßbach, am Landestheater Hannover sowie an der Berliner Kammeroper. Langjährige Festengagements hatte er an der Landesbühne Anklam (1993–1995), am Nordharzer Städtebundtheater (2006–2009) und am Theater der Altmark (2009–2013).
Hauptrollen spielte er u. a. im Hauptmann von Köpenick, „Newton“ in Die Physiker, sowie „Mephisto“ in Faust. Am Berliner Kriminal Theater spielte Kusche im Krimi-Klassiker Die Mausefalle (Rolle: „Mr. Paravicini“) und in Zeugin der Anklage (beide Stücke von Agatha Christie) die Rolle des „Inspektor Hearne“.
In Film und Fernsehen verkörperte er meist Gast- und Nebenrollen in Serien, wie Gute Zeiten, schlechte Zeiten, KDD – Kriminaldauerdienst, Luxusfaktor (ZDF) sowie Todesstrafe (RTL). Ferner wirkte er in unterschiedlichen Kurzfilmen mit.
Im medienkulturellen Bereich entwickelte er das „p.i.e.“-Konzept (performer in exhibition) als Museumsführer in der Rolle eines Darstellers aus der jeweiligen Zeitepoche, um den Besuchern einen Bezug zu Personen und Ereignissen der Zeitgeschichte zu vermitteln. Nach diesem Konzept kann individuell auf die jeweiligen Besuchergruppen eingegangen werden, um ihnen den Besuch der kulturellen Einrichtung interessant zu gestalten.
Von 2015 bis 2016 war er im Palladium Theater Stuttgart im Musical Rocky als „Gazzo“ und als Cover für die Rolle „Mickey“ engagiert. Er verkörpert seit 31. August 2015 das Testimonial „Kabel Heinz“ auf dem privaten Fernsehsender Kabel eins.
Seit der Spielzeit 2019/20 gehört er zum festen Ensemble der Uckermärkischen Bühnen Schwedt.

## Auszeichnungen
Ausgezeichnet wurde Kusche mit dem „Theaterpreis Quedlinburg Halberstadt“ für die Inszenierung Endstation Sehnsucht im Jahr 2008 sowie dem „Stendaler Theaterpreis“ im Jahr 2013.

## Bühnenschauspiel und Musical

### Engagements
- 1993: Fränkisches Theater Schloss Maßbach
- 1993–1995: Vorpommersche Landesbühne
- 1996–1997: Theater Erfurt
- 1998: Schaubühne Lindenfels, Leipzig
- 1999: Lausitzer Opernsommer
- 1999–2000 Mecklenburgisches Staatstheater Schwerin
- 2001: Landesbühne Hannover
- 2002: Orph-Theater Berlin
- 2002: Berliner Kammeroper
- seit 2003: Berliner Kriminal Theater
- 2006–2009: Nordharzer Städtebundtheater[8]
- 2009–2013: Theater der Altmark[9]
- 2013: Theater Lutherstadt Eisleben
- 2014: Theater am Kurfürstendamm, Berlin[10]
- 2015: Friedrichsbau Varieté, Stuttgart
- 2015: Sambesi Arena, Zoo Hannover
- 2015: Palladium Theater Stuttgart
- seit 2019: Uckermärkische Bühnen Schwedt

### Theaterrollen (Auswahl)
Vor allem zeichnet die aufgestellte Auswahl an Theaterrollen sein Schaffen im klassischen Theaterfach aus.
- „Kreon“ in Antigone nach Sophokles; Regie: Jörg Steinberg
- „Wilhelm Voigt“ in Der Hauptmann von Köpenick nach Carl Zuckmayer; Regie: Jan Steinbach[11]
- „William von Baskerville“ in Der Name der Rose (Umberto Eco); Regie: Rosmarie Vogtenhuber
- „Mephisto“ in Faust I (Johann Wolfgang von Goethe); Regie: André Bücker (2006) und Dirk Löschner (2009)[12][9]
- „Truffaldino“ in Der Diener zweier Herren (Carlo Goldoni); Regie: Jörg Schlachter
- „Cyrano von Bergerac“ in Cyrano (Edmond Rostand); Regie: Robert Klatt
- „Selicour“ in Der Parasit (Friedrich Schiller); Regie: Martina Bode
- „Pozzo“ in Warten auf Godot (Samuel Beckett); Regie: Hannes Hametner[13]
- „Vater Miller“ in Kabale und Liebe (Friedrich Schiller); Regie: Alexander Netschajew
- „Jacques“ in Wie es euch gefällt (William Shakespeare); Regie: Matthias Thieme
- „Peter Stockmann“ in Volksfeind (Henrik Ibsen); Regie: Klaus Gehre
- „Serge“ in Kunst (Yasmina Reza); Regie: Harald Demmer
- „Beaumarchais“ in Clavigo (Johann Wolfgang von Goethe); Regie: André Bücker
- „Banquo“ in Macbeth (William Shakespeare/Heiner Müller); Regie: Dirk Löschner
- „Newton“ in Die Physiker (Friedrich Dürrenmatt); Regie: Corinna Sommerhäuser[14]
- „Pelican“ (Monolog) in Duett (David Scott Milton); Regie: Peter Lüder[15]
- „Mitch“ in Endstation Sehnsucht (Tennessee Williams); Regie: André Bücker
- „Giovanni“ in Bezahlt wird nicht! (Dario Fo); Regie: Cornelia Birkfeld
- „Schulmeister“ (Monolog) in Der Schulmeister (James Saunders); Regie: Wolfgang Bordel

### Musical (Auswahl)
- „Herzog von Alba“/„Ratsdiener Yorrick“ in Till Ulenspiegel – Eine Liebe für Flandern (Jan Kirsten); Regie: Reinhard Simon
- „Balou“ in Das Dschungelbuch (Christian Berg/Konstantin Wecker); Regie: Christian Berg[16][10]
- „Gazzo“/„Mickey“ in Rocky – Das Musical; Regie: Alex Timbers/Christoph Drewitz[5]
- „Georges“ in Ein Käfig voller Narren (Jerry Herman/Harvey Fierstein); Regie: Manfred Ohnoutka
- diverse Rollen in I Love You, You’re Perfect, Now Chang (Jimmy Roberts/Joe DiPietro); Regie: Steffen Pietsch
- „Lazar Wolf“ in Anatevka (Joseph Stein/Jerry Bock/Sheldon Harnick); Regie: Dirk Löschner
- „1. Ganove“ in Kiss me Kate (Sam Spewack/Bella Spewack/Cole Porter); Regie: Manfred Ohnoutka
- „Bellomy“ in The Fantasticks (Tom Jones/Harvey Schmidt); Regie: Dirk Löschner
- „Pannecke“ in Frau Luna (Paul Lincke/Heinrich Bolten-Baeckers); Regie: Sarah Kohrs
- „Hans“ in No Sex (Niclas Ramdohr/Peter Lund); Regie: Frank Kirschgens
- „Räuberhauptmann“ in Das Wirtshaus im Spessart; Musical von Franz Grothe nach Wilhelm Hauff; Regie: Wolfgang Bordel

## Film, Fernsehen und Hörspiel

### Filmschauspiel
- 1996: Staub Tagedieb, Regie: Martina Weirich, Filmakademie Ludwigsburg
- 1998: Fetzen; Monolog nach Koltès Die Nacht kurz vor den Wäldern (HR), Regie: René Kirschey, TIGA Film- und Fernsehproduktion
- 2000: Bye Bye Berlin; Rolle: Liebhaber, Regie: Matthias Luthardt, Kurzfilm, Hochschule für Film und Fernsehen Potsdam (HFF Potsdam)
- 2001: Fremdenverkehr; Rolle: Busfahrer, Regie: Daniela Görig, Kurzfilm, Deutsche Film- und Fernsehakademie Berlin (DFFB)
- 2003: Blutstau; Rolle: Schläger, Regie: Florian Aigner, Kurzfilm, DFFB[17]
- 2004: Interview mit Mike; Rolle: „Mike“, HR, Regie: Cornelius Schwalm, Dokuspiel
- 2005: Wenn du wüsstest; Rolle: Autoverkäufer, HR, Agentur: Blendwerk, Werbung
- 2006: Rilke Verfilmungen; Rolle: Mörder, HR, Regie: Christian Blümel, Blümel-Produktion
- 2007: Die schwarze Kolonne; Rolle: „Adalbert Hellfeyer“, HR, Regie: Andreas Schaap, Kurzfilm, HFF Potsdam[18]
- 2015: Meeting Superman; Rolle: „Lex Luthor“, Regie: Hannah Stockmann, Mokoari Street Productions[19]

### Fernsehschauspiel
- 1998–1999: Familie Ganzegal; verschiedene Rollen in 25 Folgen, Regie: Tomasz Drozdowics, TV-Serie polnisches Fernsehen (in deutscher Sprache)
- 2000: Todesstrafe; Rolle: Vergewaltiger, Michael Wenning, TV-Film, RTL[20]
- 2002: Gute Zeiten, schlechte Zeiten; Rolle: Tätowierer, Regie: Ulf Borchardt, TV-Serie, RTL
- 2002: Luxusfaktor; Rolle: Chauffeur, Regie: Sebastian Kaddatz, TV-Serie, HR/ZDF
- 2007: KDD – Kriminaldauerdienst; Rolle: Streifenbeamter, Regie: Matthias Glasner, TV-Serie, ZDF
- 2009: Schuldig; Rolle: Journalist, Regie: Nils Willbrandt, Cinecentrum, MDR/ARD
- 2015: Testimonial Kabel Heinz, Regie: Horst Czenskowsky, Kabel eins

### Hörspiel
- Friedhelm von Trakehnen – Eine Flucht mit Pferd und Wagen, Radiohörspiel, WDR
- Idee Europa – Sprecher der Jugendführung, Deutsches Historisches Museum
- Europas Mitte um 1000, CD-Rom für Kinder, Deutsches Historisches Museum
- Todesmarsch, CD-Hörspiel, Regie: Oliver Betke
- Bauern, Bomben, Bonzen, Hans Fallada, Hörspiel, MDR[21]
- Forever Club – Mystery-Hörspiel-Podcast mit 20 Folgen, WDR[22]